# لکندرا بهادور چاند
لکندرا بهادور چاند (نپالی: कृष्णप्रसाद भट्टराई؛ (زادهٔ ۱۵ فوریه ۱۹۴۰) یک سیاست‌مدار اهل نپال است.